# Dyseuaresta adelphica
Dyseuaresta adelphica är en tvåvingeart som först beskrevs av Friedrich Georg Hendel 1914.  Dyseuaresta adelphica ingår i släktet Dyseuaresta och familjen borrflugor. Inga underarter finns listade i Catalogue of Life.